# Adolphus Clemens Good
Pour les articles homonymes, voir Good.
Adolphus Clemens Good est un missionnaire et un naturaliste américain, né le 19 décembre 1856 à West Mahoning en Pennsylvanie et mort le 13 décembre 1894 à Efoulan dans les possessions allemandes au Cameroun actuelle Région du Sud, Département de l'océan.

## Biographie
Il est le fils d’Abram et Hanah née Irwin. Il fait ses études à Washington au Jefferson College et est diplômé en 1879. Il entre ensuite au Western Theological Seminary. Il est ordonné prêtre au sein de l’Église presbytérienne en 1882. Il part comme missionnaire dans le Congo français la même année. Il se marie avec Lydia Walker le 21 juin 1883. De 1882 à 1885, il est en poste à Baraka, de 1885 à 1892, à Kangwe, de 1892 à 1894, dans la région de Bulu située dans les possessions allemandes au Congo. 
Le 11 juillet 1891, il déclare la naissance d'un fils de missionnaire suisse à Lambaréné.
Le 24 août 1891, il déclare la naissance d'un fils de missionnaire britannique à Ndjolé.

Il est le premier blanc à pénétrer aussi loin dans cette région. Il s’initie au bulu et prêche dans cette langue, il traduit aussi des gospels. Il contribue grandement à améliorer la connaissance de l’entomofaune de cette région d’Afrique.
Une paroisse a été érigée en hommage au missionnaire en mars 2007 à Kumba, ville du sud-ouest Cameroun. Cette paroisse fait partie du consistoire Corisco-kribi de l’Église presbytérienne camerounaise.